# Naples Challenger 2007
Il Naples Challenger 2007 è stato un torneo di tennis facente parte della categoria ATP Challenger Series nell'ambito dell'ATP Challenger Series 2007. Il torneo si è giocato a Naples negli Stati Uniti d'America dal 30 aprile al 5 maggio 2007 su campi in terra rossa e aveva un montepremi di €50 000+H.

## Vincitori

### Singolare
Bobby Reynolds ha battuto in finale  Robert Kendrick con il punteggio di 7–6(5), 6–4

### Doppio
Leonardo Mayer /  Juan Pablo Brzezicki hanno battuto in finale  Pablo Cuevas /  Horacio Zeballos con il punteggio di 6–1, 6(4)–7, [10-8]